# 프로이덴탈 현수 정리
수학, 특히 호모토피 이론에서 프로이덴탈 현수 정리(-懸垂定理, 영어: Freudenthal suspension theorem)는 위상 공간의 현수의 호모토피 군에 대한 정리이다.

## 정리
프로이덴탈 현수 정리
점을 가진 n-연결 공간 {\displaystyle X}가 주어졌을 때, 이 공간에 축소 현수 함자 {\displaystyle \Sigma }와 고리 공간 함자 {\displaystyle \Omega }를 취하는 사상
{\displaystyle X\to \Omega (\Sigma X)}
로부터 비롯된 호모토피 군 사이의 사상
{\displaystyle \pi _{k}(X)\to \pi _{k}(\Omega (\Sigma X))}
는 {\displaystyle k\leq 2n}일 땐 동형 사상이고 {\displaystyle k=2n+1}일 땐 전사이다.

고리 공간의 성질에 따라 {\displaystyle \pi _{k}(\Omega (\Sigma X))\cong \pi _{k+1}(\Sigma X)}이므로 위 정리는 사상 {\displaystyle \pi _{k}(X)\to \pi _{k+1}(\Sigma X)}에 대한 것이라고도 할 수 있다.

## 응용

### 구의 호모토피 군
초구 {\displaystyle S^{n}}은 {\displaystyle (n-1)}-연결 공간이고 {\displaystyle \Sigma S^{n}\cong S^{n+1}}이므로, 프로이덴탈 현수 정리를 적용하면 {\displaystyle n>k+1}일 경우 {\displaystyle \pi _{n+k}(S^{n})\cong \pi _{n+k+1}(S^{n+1})}이라는 것을 알 수 있다. 이 때의 군 {\displaystyle \pi _{n+k}(S^{n})}를 ‘초구 스펙트럼의 안정 호모토피 군’이라 부르고 {\displaystyle \pi _{k}^{S}}로 표기한다.

## 역사
1938년 한스 프로이덴탈이 발표하였다. 이 정리는 위상 공간에 연산을 거듭하면 호모토피 군이 어느 시점 이후로 안정화할 수도 있다는 것을 보였고 안정 호모토피 이론을 발전시키게 되었다.

## 참고 문헌
1. ↑  Freudenthal, H. (1938), “Über die Klassen der Sphärenabbildungen. I. Große Dimensionen”, 《Compositio Mathematica》 5: 299–314